# Università tecnica di Delft
L'Università tecnica di Delft (in lingua originale: Technische Universiteit Delft), conosciuta anche come TU Delft, è la più grande e antica università tecnica olandese, situata nella città di Delft, nella provincia dell'Olanda Meridionale. Con otto facoltà e numerosi istituti di ricerca, ospita più di 26.000 studenti tra corsi di laurea triennale (BSc, Bachelor of Science) e magistrale (MSc, Master of Science), oltre 2.900 dottorandi e circa 6.000 impiegati tra professori, ricercatori e collaboratori accademici.
La TU Delft è considerata uno dei più prestigiosi istituti di ricerca al mondo; si posiziona costantemente tra le cento migliori università secondo diverse classifiche tra cui il QS World University Rankings, nonché tra le prime dieci in: architettura, ingegneria aerospaziale, ingegneria civile e strutturale, ingegneria meccanica e ingegneria dei trasporti.
L'università fu fondata l'8 gennaio del 1842 da re Guglielmo II dei Paesi Bassi come Accademia Reale (Koninklijke Akademie van Delft), con lo scopo principale di formare i funzionari pubblici per le Indie Orientali Olandesi. Il curriculum di ricerca ed educazione della scuola si espanse rapidamente, facendola diventare prima una Scuola Politecnica nel 1864 (Polytechnische School van Delft), un Istituto di Tecnologia nel 1905 (Technische Hoogeschool van Delft), ovvero una università a tutti gli effetti e infine cambiandone il nome in Università tecnica di Delft nel 1986.
Tra le persone che hanno l'hanno frequentata vi sono i Premi Nobel Jacobus Henricus van 't Hoff, Heike Kamerlingh Onnes e Simon van der Meer.
L'Università tecnica di Delft fa parte di diverse federazioni di università, come CESAER, IDEA League, UNITECH e 3TU e aderisce ai progetti europei ATHENS ed Erasmus.

## Storia

### Accademia Reale (1842–1864)

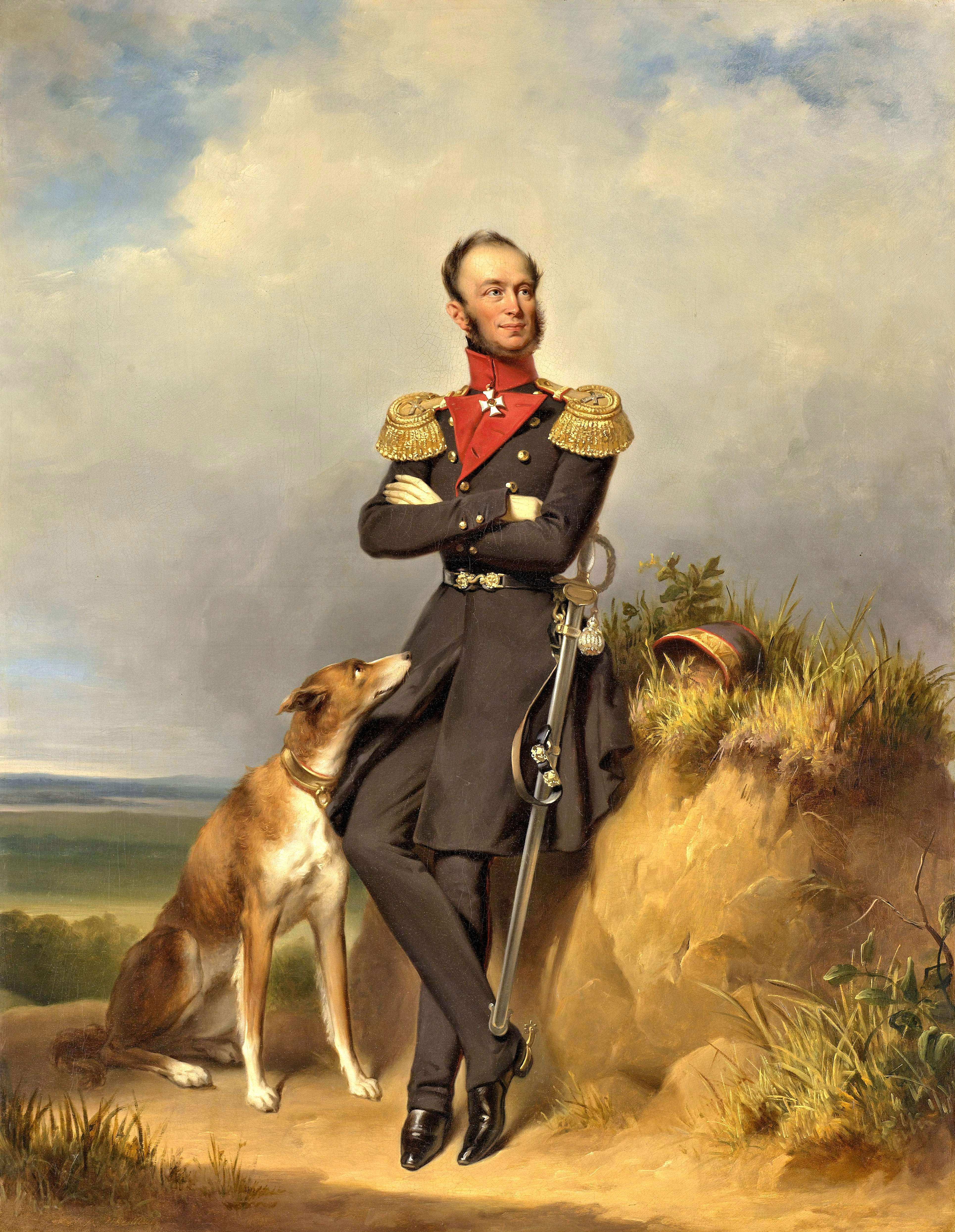
Re Guglielmo II dei Paesi Bassi, fondatore dell'Accademia Reale di Delft

L'Università tecnica di Delft fu fondata l'8 gennaio del 1842 da Re Guglielmo II dei Paesi Bassi come Accademia Reale per la formazione di ingegneri civili, per servire sia la nazione che l'industria, e dei tirocinanti del commercio. Uno degli scopi dell'accademia era di formare i funzionari pubblici per le colonie della Compagnia olandese delle Indie Orientali. Il primo direttore a capo dell'accademia fu Antoine Lipkens, il costruttore del primo telegrafo ottico olandese, conosciuto con il nome stesso di 'Lipkens'. I primi edifici ad ospitare l'Accademia Reale furono quelli di Oude Delft 95, a Delft. Il 23 maggio del 1863 venne promulgata una legge che impose una regolamentazione dell'educazione tecnica nei Paesi Bassi, riconducendo così l'Accademia sotto le regole dell'istruzione secondaria.

### Scuola Politecnica (1864–1905)
Il 20 giugno del 1864 l'Accademia Reale venne sciolta con un Decreto Reale, per fare spazio alla Scuola Politecnica di Delft (Politechnische School van Delft). La scuola appena creata si occupò di formare ingegneri in numerosi campi e architetti, figure molto richieste durante il periodo di industrializzazione del XIX secolo.

### Istituto Tecnico (1905–1986)
Ancora una volta una legge, emessa il 22 maggio 1905, cambiò il nome della scuola in Istituto Tecnico di Delft (Technische Hoogeschool Delft, dal 1934 in poi Technische Hogeschool Delft), evidenziando la vocazione accademica della formazione offerta. Il Politecnico divenne così un'università vera e propria, e da quel momento poté rilasciare titoli accademici. Il numero di studenti in quel periodo arrivò a circa 450. L'inaugurazione ufficiale del nuovo istituto avvenne il 10 luglio del 1905 alla presenza della Regina Guglielmina dei Paesi Bassi. Il primo preside del nuovo istituto fu J. Kraus, ingegnere idraulico. L'attribuzione dei pieni poteri giuridici avvenne solo il 7 giugno del 1956. A quel tempo la maggior parte degli edifici universitari erano ancora dentro il centro della città di Delft, mentre altri si trovavano sulla riva del fiume Schie, nel quartiere di Wippolder.
Le organizzazioni studentesche crebbero insieme all'università. La prima venne fondata il 22 marzo del 1848: si trattava della Delftsch Studenten Corps, che scelse come sede il caratteristico edificio Sociëteit Phoenix in Phoenixstraat. A questa associazione seguirono la de Delftsche Studenten Bond, fondata il 30 ottobre 1897, e la KSV Sanctus Virgilius, fondata il 2 marzo 1898. Nel 1917 Gerrit van Iterson creò il Giardino Sperimentale per le Tecniche di Coltivazione (Cultuurtuin voor Technische Gewassen), oggi conosciuto come 'Giardino Botanico del TU Delft'. Sempre in quel periodo avvenne la prima nomina di una docente donna, Toos Korvezee.

### Università tecnica di Delft (1986–oggi)
Dopo la fine della Seconda guerra mondiale, il TU Delft conobbe una rapida espansione in ambito accademico. L'organizzazione universitaria ispirata allo Studium Generale era diffusa in tutte le università dei Paesi Bassi, inclusa quella di Delft, e si prefiggeva di promuovere un sapere libero e facilmente accessibile nei campi della cultura, della tecnologia, della società e delle scienze. In risposta al crescente numero di studenti, nel 1974 venne organizzata la prima Settimana di Accoglienza per gli Studenti del Primo Anno (Ontvangst Week voor Eerstejaar Studenten, OWEE), che da quel momento divenne una tradizione del TU Delft.
Il 1º settembre 1986 l'Istituto Tecnico di Delft cambiò ufficialmente nome in Università tecnica di Delft, per sottolineare la qualità della formazione e della ricerca fatta dall'istituto. Fra le altre espansioni, nel 1987 venne fondato l'istituto Delft Top Tech, che forniva un'educazione gestionale professionale ai dipendenti delle aziende maggiormente tecnologiche. Il 1º settembre del 1997 le 13 facoltà vennero raggruppate in 9 macro-facoltà, per migliorare l'efficienza della loro gestione in una fase di espansione dell'università. Nei primi anni novanta, dal momento che la grande maggioranza degli studenti erano di sesso maschile, l'università cercò di far aumentare il numero delle studentesse fondando una commissione per emanciparle. Da allora cominciarono le giornate Anche le ragazze studiano Tecnologia (Meiden studeren techniek). Negli anni successivi le funzioni di questa commissione vennero suddivise fra più istituti.
Dal 2006 tutti gli edifici universitari si trovano al di fuori del centro storico cittadino di Delft. Alcune costruzioni anche relativamente recenti, come il dipartimento di Scienza dei materiali, vennero vendute e in seguito demolite nel 2007 per far spazio ai nuovi edifici della scuola superiore Haagse Hogeschool. Una più stretta collaborazione fra il TU Delft e le altre università dei Paesi Bassi di scienze applicate ha poi permesso di accentrare fisicamente a Delft alcuni istituti olandesi. Nel settembre 2009 l'Università delle Scienze Applicate della regione de L'Aia e l'Istituto delle Scienze Applicate di Rijswijk si sono trasferiti a Delft, nelle immediate vicinanze dell'università, all'angolo fra Rotterdamseweg e Leeghwaterstraat.
La compagnia online di notesharing Studocu è stata fondata in questa università, da degli studenti della facoltà di ingegneria.
Il 13 maggio del 2008 l'edificio della Facoltà di Architettura venne distrutto da un incendio, forse scatenato da un corto circuito in una macchina per il caffè causato da una tubatura idrica fessurata. Fortunatamente la biblioteca della facoltà, contenente migliaia di libri e mappe nonché pezzi unici di architettura fra cui sedie di Gerrit Rietveld e di Le Corbusier, si salvò. Attualmente la Facoltà di Architettura si trova nella vecchia sede centrale dell'università.
Nel 2007 le tre università tecniche dei Paesi Bassi TU Delft, TU Eindhoven e l'Università di Twente hanno dato origine a una federazione universitaria, chiamata 3TU, diventata 4TU nel 2016 con l'aggiunta dell'Università di Wageningen.

### Il logo del TU Delft

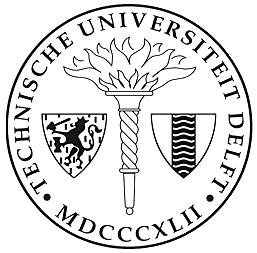
Vecchio logo, ancora utilizzato in alcune occasioni dall'Università

Nel corso degli anni il logo della TU Delft è cambiato in alcune occasioni, insieme al nome ufficiale. Dagli anni 2000 il logo è basato sui tre colori dell'università ciano, nero e bianco. La lettera "T" sorregge una fiamma stilizzata, un riferimento alla fiamma che Prometeo portò dal Monte Olimpo all'umanità, contro il volere di Zeus. Per questo motivo Prometeo viene a volte considerato il primo ingegnere della storia, ed è un importante simbolo per l'università. La sua statua si erge al centro del campus del TU Delft, il Mekelpark, recentemente rinnovato.
L'Università mantiene comunque ancora attivo il logo originario, utilizzandolo per occasioni più formali o talvolta per pubblicazioni ufficiali. Esso è di forma circolare con al centro la fiamma di Prometeo, e ai suoi lati gli scudi dei Conti d'Olanda a sinistra e della Municipalità di Delft a destra. Lungo il bordo esterno invece è presente la dicitura in maiuscolo Technische Universiteit Delft con l'aggiunta dell'anno di fondazione in numeri romani.

## Campus
Inizialmente tutti gli edifici dell'università erano situati nel centro storico della città di Delft. Questo cambiò nella seconda metà del XX secolo, con il loro spostamento in un'area dedicata più a sud. L'ultima costruzione a lasciare il centro di Delft fu la biblioteca universitaria, che venne trasferita nell'attuale edificio progettato dello studio Mecanoo nel 1997. Il 12 settembre 2006 venne approvato il progetto della nuova area centrale, il Mekelpark, dando il via alla trasformazione dell'area intorno a Mekelweg (il viale principale del campus universitario). Il nuovo parco ha così rimpiazzato la principale arteria di accesso, deviando il traffico automobilistico sui lati esterni del campus e rendendo l'area centrale accessibile solo a piedi, in bicicletta e in autobus, e con la prevista attivazione di un prolungamento del tram 19 nel 2022.

### Mekelpark

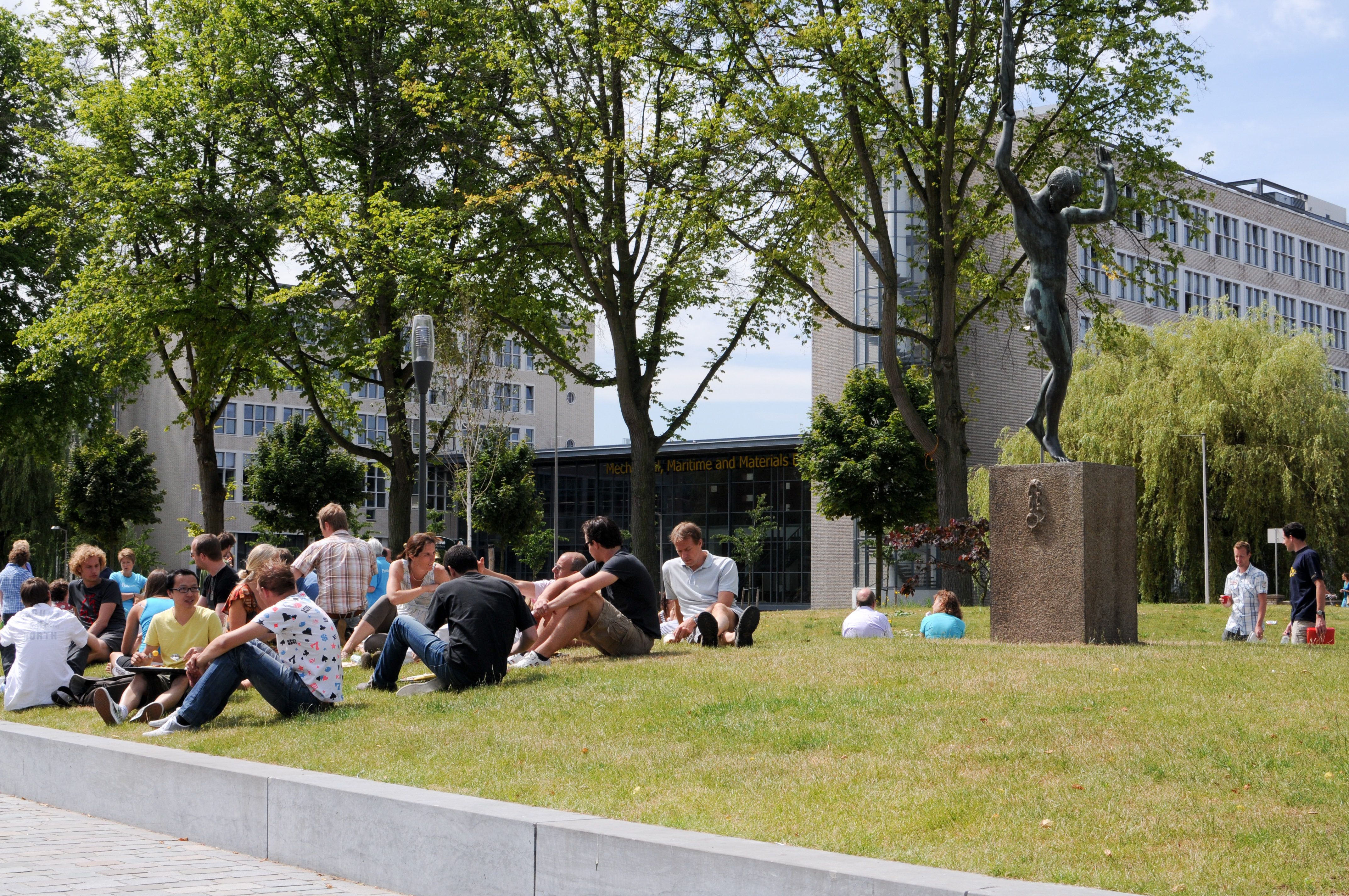
Mekelpark, con la statua di Prometeo, simbolo dell'università

La nuova area centrale dell'università venne chiamata Mekelpark per onorare la memoria del professore Jan Mekel, combattente per la resistenza durante la Seconda Guerra Mondiale, che fu giustiziato dai Nazisti il 2 maggio del 1942 a Sachsenhausen. Il Mekelpark venne aperto il 5 luglio 2009 e sostituì i vecchi parcheggi, le piste ciclabili e la stazione di servizio che alla fine degli anni cinquanta erano stati costruiti in mezzo alle facoltà. Il viale principale, lungo 832 metri, ha facilitato lo spostamento tra una facoltà e l'altra. Entrambi i lati del viale sono stati arredati con panchine in pietra, per una lunghezza totale di 1547 metri.
Alcuni degli edifici che circondano il Mekelpark meritano una citazione particolare.

#### Aula
L'edificio "Aula" fu disegnato dallo studio di architettura Broekbakema, fondato dagli ex-studenti Jo van den Broek e Jacob B. Bakema. Venne ufficialmente aperto il 6 gennaio 1966 dal primo ministro olandese Jo Cals, e si tratta di un esempio classico del brutalismo architettonico. Apre simbolicalmente il Mekelpark e ospita la mensa principale dell'università, oltre a un piccolo negozio, aule di lezione, sale auditorium, un centro congressi e gli uffici amministrativi dell'università. In questa struttura si tengono tutte le cerimonie di consegna delle lauree, comprese quelle honoris causa, e gli incontri del senato accademico.

#### Biblioteca

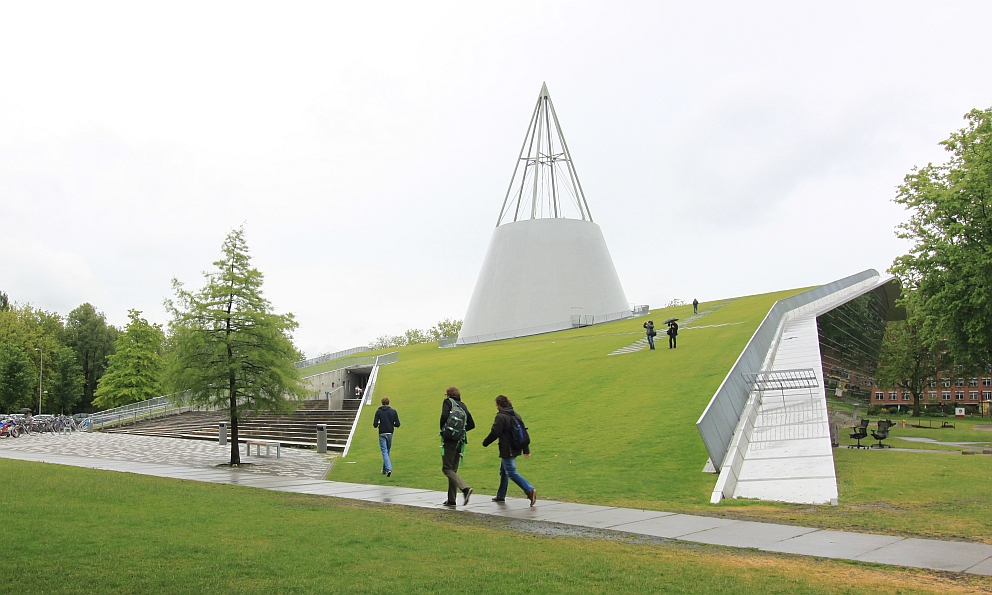
Biblioteca

La nuova biblioteca universitaria, completata nel 1997, fu progettata dallo studio di architettura Mecanoo, basato a Delft, e si trova dietro l'edificio "Aula". Il tetto della biblioteca è ricoperto da un manto erboso, che agisce da isolante naturale. La struttura si solleva dal terreno su un solo lato, permettendo di raggiungerne la sommità semplicemente camminando sul prato dal lato opposto. La biblioteca ha al centro un cono in acciaio che la attraversa dalla base fin oltre il tetto, dandogli così la sua caratteristica forma. Il muro opposto all'Aula è interamente realizzato con vetrate. La biblioteca vinse il premio olandese National Steel Prize nel 1998 nella categoria realizzazione di costruzioni in acciaio e ibride.

#### Centro Sportivo e Culturale
Il Centro Sportivo e Culturale (X TU Delft) si trova in Mekelweg 10, all'estremità meridionale del Mekelpark. Progettato dall'architetto Vera Yanovshtchinsky, fu aperto nel 1995 e rinnovato tra il 2017 e il 2019.

### Musei del TU Delft
I musei associati all'università sono tre: il Science Centre Delft, il Museo di Mineralogia e Geologia Beijerinck e l'archivio Kluyver.

## Facoltà
La TU Delft comprende otto facoltà. Vengono riportati anche i nomi originali in olandese e le abbreviazioni tra parentesi:
- Ingegneria meccanica, navale e dei materiali (Werktuigbouwkunde, Maritieme Techniek & Technische Materiaalwetenschappen (3mE))
- Architettura (Bouwkunde (BK))
- Ingegneria civile e Scienze della Terra (Civiele Techniek en Geowetenschappen (CiTG))
- Ingegneria elettrica, Matematica e Informatica (Elektrotechniek, Wiskunde en Informatica (EWI))
- Disegno industriale (Industrieel Ontwerpen (IO))
- Facoltà di Ingegneria aerospaziale (Luchtvaart- en Ruimtevaarttechniek (LR))
- Tecnologia, Policy e Management (Techniek, Bestuur en Management (TBM))
- Scienze applicate (Technische Natuurwetenschappen (TNW)).

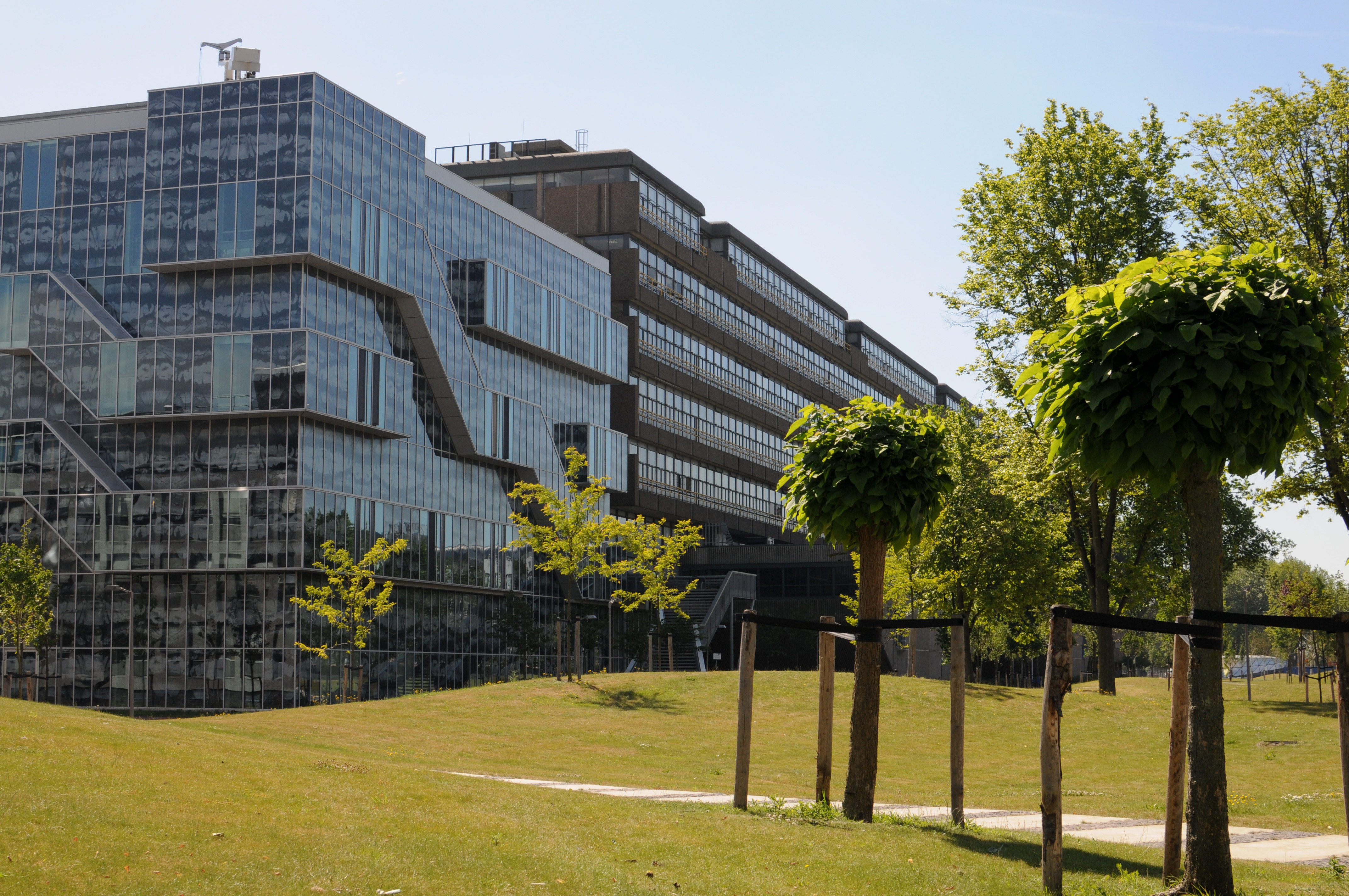
Facoltà di Ingegneria civile e Scienze della Terra (CiTG)
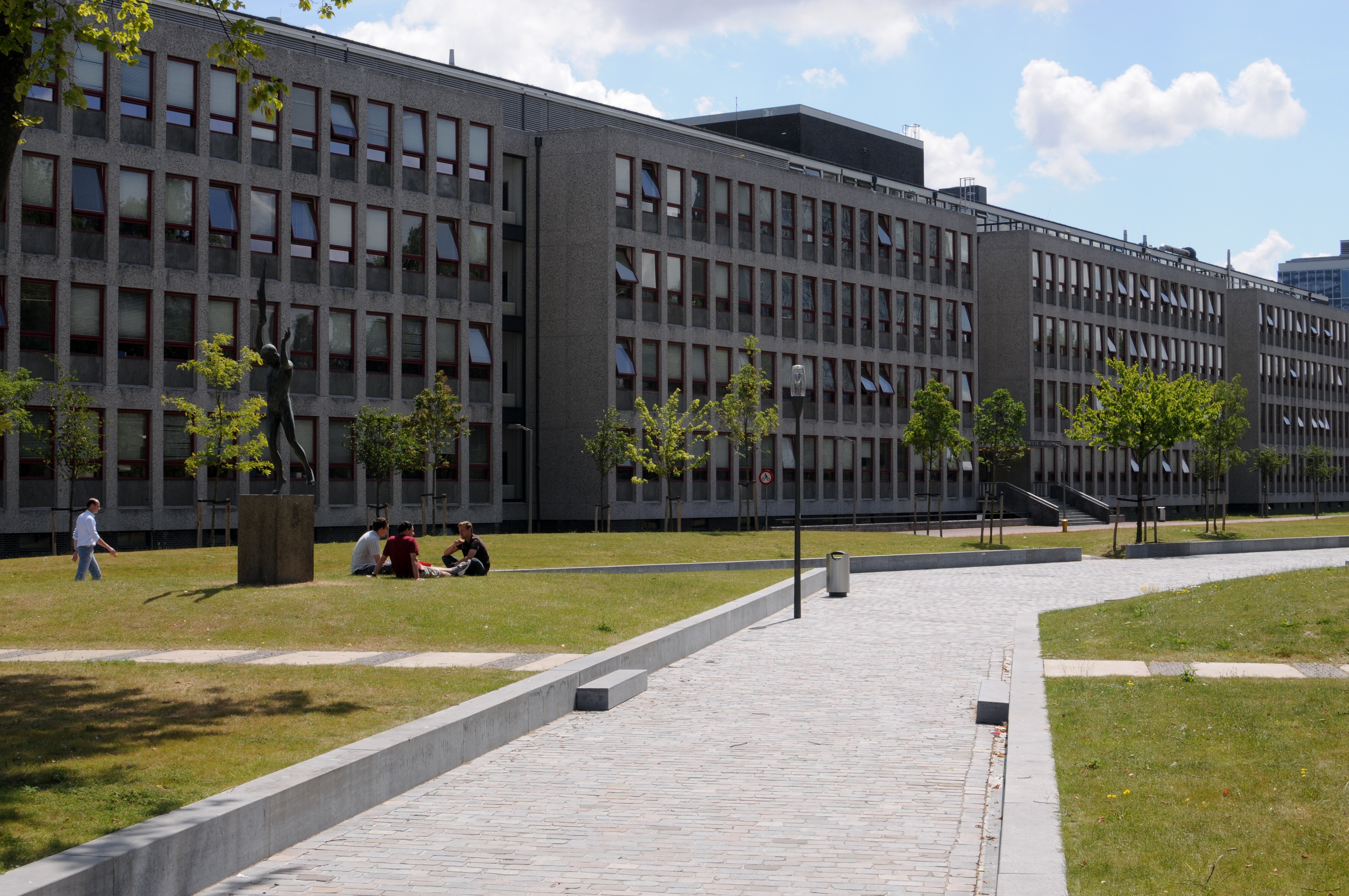
Facoltà di Scienze applicate (TNW)
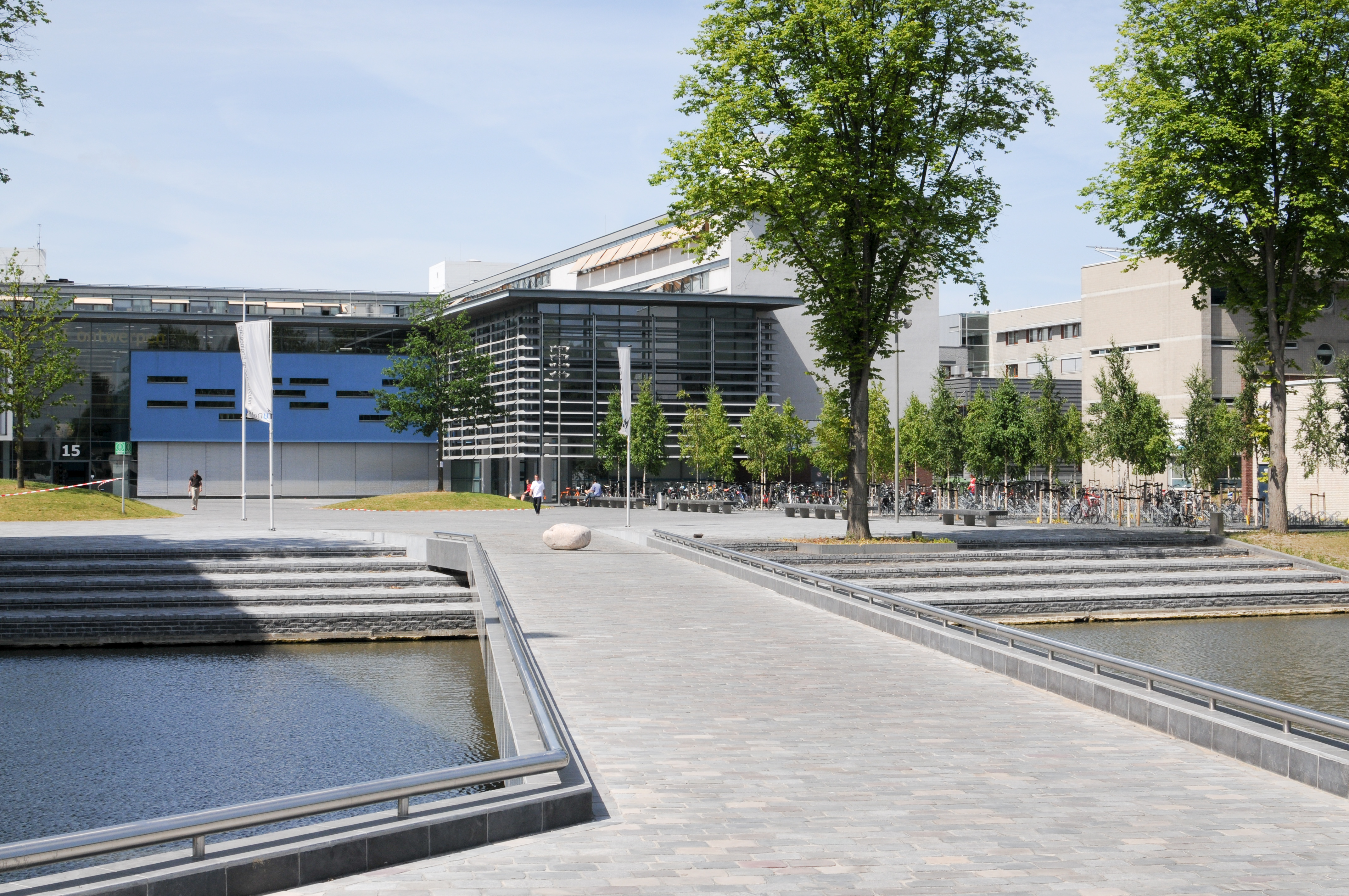
Facoltà di Disegno industriale (IO)
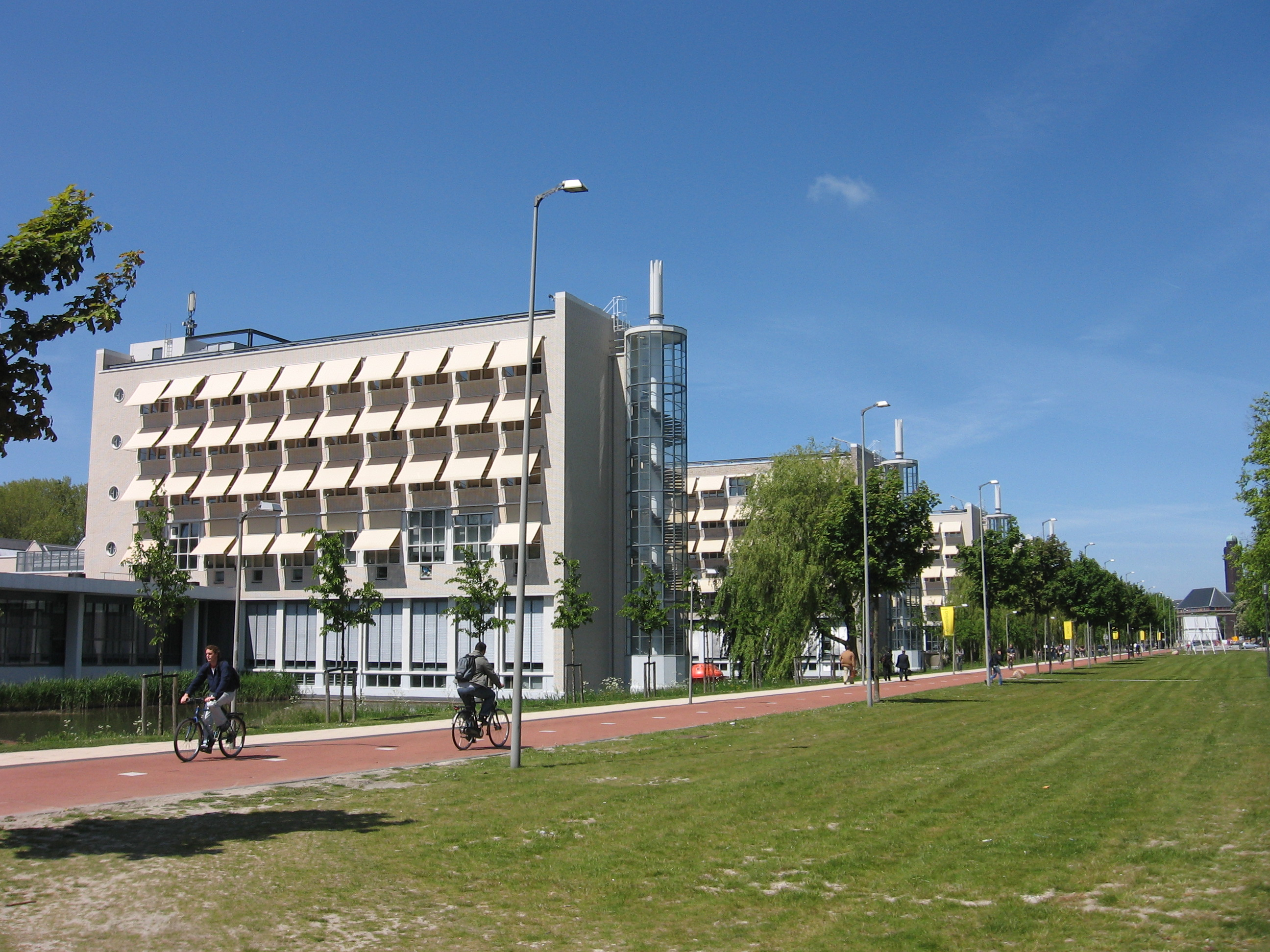
Facoltà di Ingegneria meccanica, navale e dei materiali (3mE)
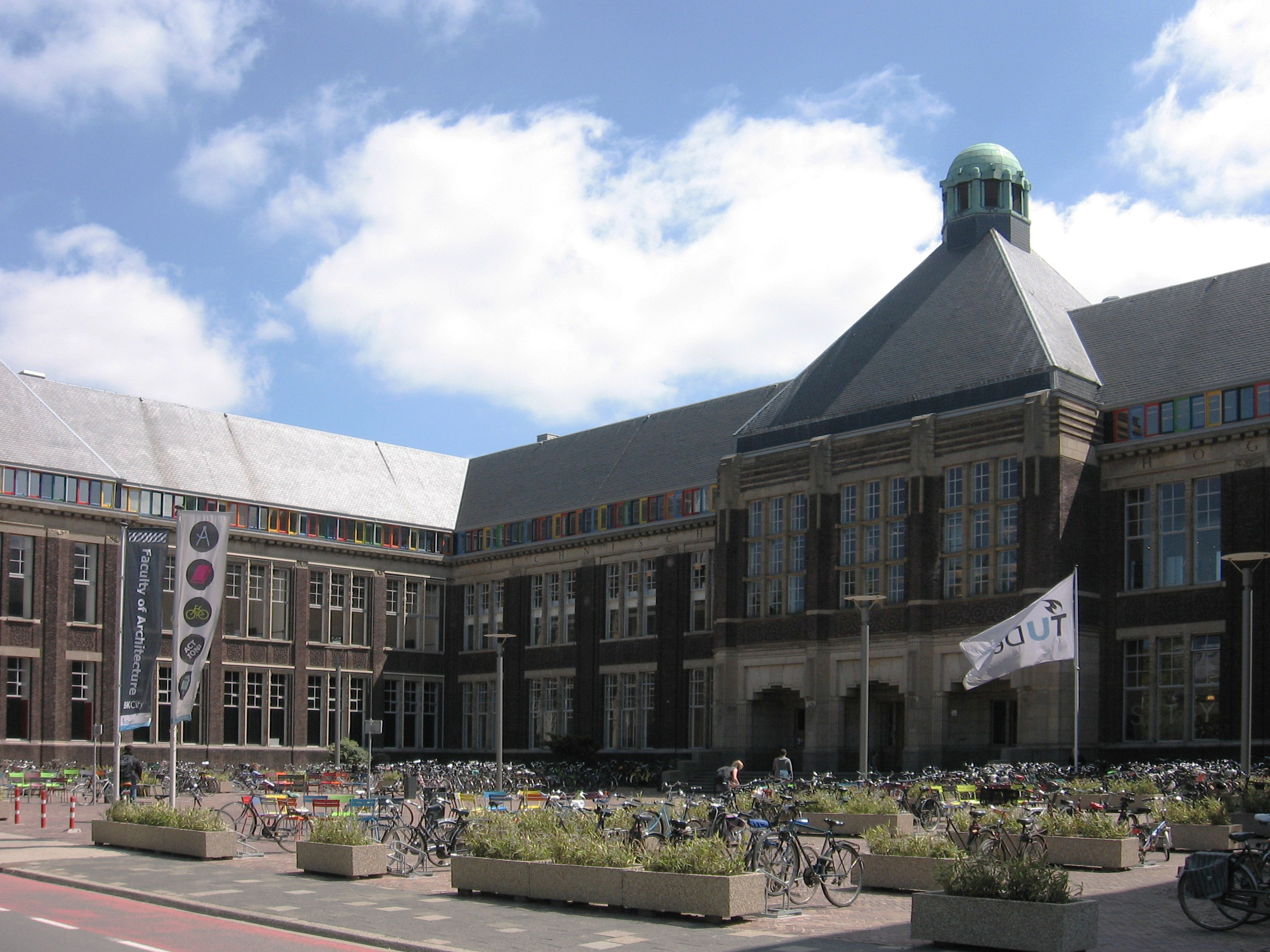
Facoltà di Architettura (BK)
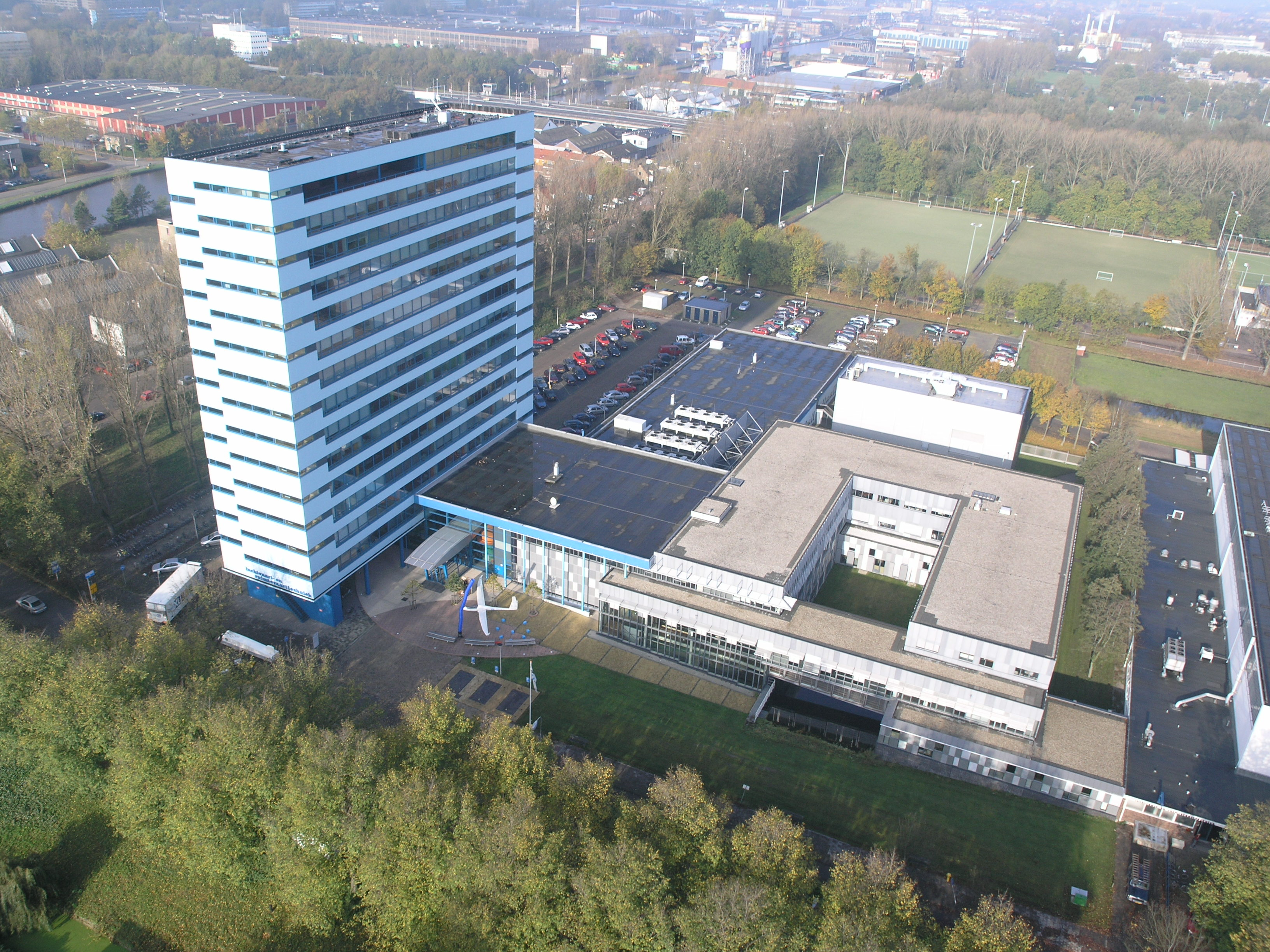
Facoltà di Ingegneria aerospaziale (LR)